# Pittosporum napaulense
Pittosporum napaulense là một loài thực vật có hoa trong họ Pittosporaceae. Loài này được (DC.) Rehder & E.H. Wilson miêu tả khoa học đầu tiên năm 1916.